# Shimshon Amitsur
Shimshon Amitsur (hebreu: שמשון אברהם עמיצור)  (Jerusalem, 26 d'agost de 1921 - Jerusalem, 5 de setembre de 1994), amb nom de naixement Shimshon Kaplan, va ser un matemàtic israelià.

## Vida i obra
Tot i haver nascut a Jerusalem, Shimshon Avraham Kaplan va créixer a Tel-Aviv on s'havia traslladat la seva família quan ell tenia uns pocs anys. Gràcies al recolzament dels seus professors de secundària va obtenir els recursos suficients per anar a estudiar a la universitat Hebrea de Jerusalem en la qual es va graduar el curs 1941-42. A continuació es va incorporar a l'Exèrcit britànic, en el qual va servir durant la Segona Guerra Mundial. Entorn de 1945, va "hebraitzar" el seu cognom i el va convertir en Amitsur. La seva experiència militar li va servir per defensar la muntanya Scopus (seu de la universitat) durant la guerra de independència d'Israel. El 1950 va obtenir el doctorat amb una tesi dirigida pel professor Jacob Levitzki.
Amitsur va fer tota la seva carrera acadèmica a la universitat de Jerusalem fins que es va retirar el 1989, excepte algunes estances com professor visitant a diversos indrets del món, com l'Institut d'Estudis Avançats de Princeton o la universitat Rutgers.
Va publicar un centenar d'obres científiques centrades normalment en l'àlgebra i, més específicament, en els camps de la teoria d'anells, identitats polinomials, identitats racionals, cossos i àlgebres sobre cossos infinits.